# Didier Blonde
 (novembre 2015).
Didier Blonde, né en 1953, à Paris, est un écrivain français.

## Biographie
Didier Blonde est agrégé de lettres modernes. Il a enseigné au lycée Racine (Paris) et au lycée Georges Braque à Argenteuil (95) 

## Œuvre littéraire
Dans des romans, des nouvelles, des essais ou des récits plus autobiographiques, Didier Blonde s'intéresse principalement aux héros masqués du roman populaire (Rocambole, Arsène Lupin, Fantômas), aux figurants ou aux acteurs oubliés du cinéma muet (Suzanne Grandais, Musidora, Ivan Mosjoukine, Claude France). Dans un Paris peuplé de fantômes dont il dresse la cartographie, il se livre à des enquêtes quasi policières autour de figures de disparus – célèbres (Baudelaire), anonymes (L'Inconnue de la Seine) ou fictifs (les héros de romans parisiens). Motif récurrent de ses livres, l’adresse est le lieu privilégié de ses recherches où se croisent le réel et l’imaginaire. Il reçoit le Prix Renaudot de l'essai 2015 pour son livre Leïlah Mahi 1932 paru chez Gallimard,.

## Ouvrages
- Gaz à tous les étages, nouvelles (éd. Orban, 1985)
- Le Nom de l'inconnue, roman (éd. Deforges, 1988)
- Les Voleurs de visages. Sur quelques cas troublants de changements d'identité : Rocambole, Arsène Lupin, Fantômas et Cie, essai (éd. Métailié, 1992) Prix Fantômas 1992
- Faire le mort, roman (éd. Gallimard, 2001)
- Baudelaire en passant, essai (éd. Gallimard, coll. « L'un et l'autre », 2003)
- Les Fantômes du muet, essai (éd. Gallimard, coll. « L'un et l'autre », 2007)
- Un Amour sans paroles [Suzanne Grandais], récit (éd. Gallimard, coll. « L'un et l'autre », 2009) Traduction en italien : Un amore senza parole (éd. Federico Tozzi, 2018)
- Le Lieu du crime [petites proses sur des images du cinéma muet] (éd. La Pionnière, 2009)
- Répertoire des domiciles parisiens de quelques personnages fictifs de la littérature (éd. La Pionnière, 2010 ; nouvelle édition augmentée : 2012)
- Carnet d'adresses, essai (éd. Gallimard, coll. « L'un et l'autre », 2010)
- L'Inconnue de la Seine, roman (éd. Gallimard, 2012 [nouvelle édition de Le Nom de l'inconnue])[5], Prix Roland de Jouvenel de l'Académie Française 2013
- L. M. (éd. La Pionnière, 2013, H.C., repris dans La Pionnière, revue no 4, mars 2014)
- Leïlah Mahi 1932, enquête (éd. Gallimard, 2015), Prix Renaudot de l’essai 2015. Folio n°6386 (avec un "Post-scriptum inédit de l'auteur", 2017)[6]
- Le Figurant, roman (éd. Gallimard, 2018) : un étudiant devient par hasard figurant dans le film Baisers volés, ce qui lui donne l'occasion de rencontrer Judith, une mystérieuse jeune femme[7]. Traduction en turc (éd. Türkiye İş Bankası, 2025 )
- Cafés, etc. (éd. Mercure de France, 2019), Prix Georges Brassens 2019[8] Traduction en arabe (éd. Al-Dar Al-Masriah Al-Lubnanhiah, 2021)
- Les Mariés de Sintra (éd. La Pionnière, 2019, HC)
- Carnet d'adresses de quelques personnages fictifs de la littérature (éd. Gallimard, coll. « L'Arbalète », 2020) Prix Hennessy du Livre 2020[9] Traduction en russe (éd. Text, 2022)
- Une robe noire, avec traîne [Claude France], illustrations de Stanislas Bouvier (éd. La Pionnière, 2020)
- Autoportrait aux fantômes (éd. Gallimard, 2022)
- Oslo, de mémoire, roman (éd. Gallimard, 2024)

## Textes publiés en revue ou dans des ouvrages collectifs
- « Arsène Lupin cryptonyme » in Quai Voltaire Revue Littéraire, no 2 (éd. Quai Voltaire, 1991)
- « L'homme aux cent visages » in Nouvelle Revue des Études Fantômassiennes, n° 1 (éd. Joëlle Losfeld, 1993)
- « Mes Mémoires d'Alexandre Dumas : Au nom du père » in Cahiers pour la littérature populaire, publication du Centre d'Études sur la Littérature Populaire, no 16, 1996
- « Le Belphégor d'Henri Desfontaines » in Le Rocambole, Bulletin des Amis du Roman Populaire, no 7, 1999
- « Portraits sans visage », programme de Demain la belle, spectacle musical de Bernard Thomas et Jérôme Savary, Opéra-Comique, janvier 2006
- « Ces muets qui nous parlent », présentation du livret du coffret de DVD Gaumont Le Cinéma Premier : 1897-1913, vol. 1, Alice Guy, Louis Feuillade, Léonce Perret, 2008
- « Mes Mémoires ou la naissance du nom » in Les Vies parallèles d'Alexandre Dumas, Revue des Sciences Humaines, no 290, 2008
- « Les Vampires de Louis Feuillade : Une histoire de vamp en route vers le pire » in Crime et Châtiment, Hors-série Télérama, mars 2010
- « Le Figurant », nouvelle, in Cinéma & Littérature 2, Le Grand Jeu (éd. De l'incidence, 2011)
- « L'Abonné absent » in Cahier de l'Herne Modiano, dir. R. Guidée et M. Heck (éd. de L'Herne, Cahier no 98, janvier 2012)
- « Pour Suzanne Grandais » in 1895 Revue d'histoire du cinéma, no 66, printemps 2012  http://1895.revues.org/4467
- « Fantômas » in Dictionnaire des assassins et des meurtriers, dir. F. Angelier et S. Bou (éd. Calmann-Lévy, 2012)
- « Supplément au Répertoire des domiciles parisiens de quelques personnages fictifs de la littérature » in La Pionnière, revue, no 1(janvier 2013), no 2 (mai 2013), no 3 (novembre 2013), no 4 (mars 2014), no 5 (septembre 2014),  no 6 (décembre 2014)
- « L'Étoile de Mer : puissance des fantômes » in L'Étoile de Mer, Cahiers Robert Desnos, nouvelle série no 5, 2014. https://fr.calameo.com/read/004652003901dea963a4d
- « Disparitions » [sur des photographies de Bernard Chevalier], in La Pionnière, revue, hors-série no 2, septembre 2014
- « Leatrice Joy, une star d'un drôle de genre » in Positif no 644, octobre 2014
- « En attendant Joséphine… » in Cinéma, Premiers crimes (éd. Paris bibliothèques, 2015)
- « Rachel, à la lumière rouge » in La Femelle du requin, n°47, 2017
- « Les muets de Berlin n’ont pas fini de nous parler » (Libération-Next, 16 mars 2018)
- « Fantôme de Perec » in La Femelle du requin, n°50, 2019
- « Louisa de Mornand : une figurante chez Proust, à la scène et sur l’écran » in  Le Cercle de Marcel Proust , III, sous la direction de J.-Y. Tadié (éd. Honoré Champion, 2021)[10]
- « Comme une chorégraphie » in Le goût des cafés (éd. Mercure de France, 2022)
- « C'est épouvantablement rigolo ! », préface à La poupée sanglante de Gaston Leroux (éd. L'Apprentie, 2022)
- « Musidora, en blanc et noir » in Musidora, qui êtes-vous ? (éd. de Grenelle, 2022)

## Documentaires (participation)
- Arsène de Lucien Dirat et Nathan Miller (La Sept ARTE, FRP, 2000)
- Fantômas mène le bal de Thierry Thomas (Les Films d'ici, Martine Saada, ARTE France, 2008)
- Courir les rues avec Louis Feuillade, supplément au DVD Judex de Louis Feuillade (Gaumont, 2021)

## Fictions radiophoniques
- Musidora, star du muet (France Inter, 2017) https://www.franceinter.fr/emissions/autant-en-emporte-l-histoire/autant-en-emporte-l-histoire-26-novembre-2017
- Nijinski, le dieu de la danse (France inter, 2018)  https://www.franceinter.fr/emissions/autant-en-emporte-l-histoire/autant-en-emporte-l-histoire-23-decembre-2018
- Mata-Hari, agent H21 (France inter, 2019) https://www.franceinter.fr/emissions/autant-en-emporte-l-histoire/autant-en-emporte-l-histoire-15-decembre-2019
- Bronia Perlmutter, de Raymond Radiguet à René Clair (France inter, 2021) https://www.franceinter.fr/emissions/autant-en-emporte-l-histoire/autant-en-emporte-l-histoire-du-dimanche-24-octobre-2021
- Georges Méliès, le magicien du cinéma (France Inter, 2023)https://www.radiofrance.fr/franceinter/podcasts/autant-en-emporte-l-histoire/autant-en-emporte-l-histoire-du-samedi-02-septembre-2023-4638662

## Distinctions
- Prix Fantômas pour Les voleurs de visages, 1992
- Prix Roland de Jouvenel de l'Académie Française pour L'Inconnue de la Seine, 2013
- Prix Renaudot essai pour Leïlah Mahi 1932, 2015
- Chevalier des Palmes Académiques, 2018
- Prix Georges Brassens pour Cafés, etc., 2019
- Prix Hennessy du livre dont la littérature est l'héroïne pour Carnet d'adresses de quelques personnages fictifs de la littérature, 2020[11]
- Chevalier des Arts et des Lettres, 2024